# رالف رینکس
رالف رینکس (هلندی: Ralf Rienks؛ زادهٔ ۲۳ سپتامبر ۱۹۹۷) قایقران روئینگ اهل هلند است.
وی در مسابقات کشوری و بین‌المللی در مجموع برندهٔ ۱ مدال نقره، ۲ مدال برنز شده است.